# Teatro Garage
Il Teatro Garage è una compagnia teatrale italiana con sede a Genova, con lo stesso nome è conosciuta per antonomasia la Sala Diana, che è il teatro nel quale tiene gli spettacoli.

## Storia

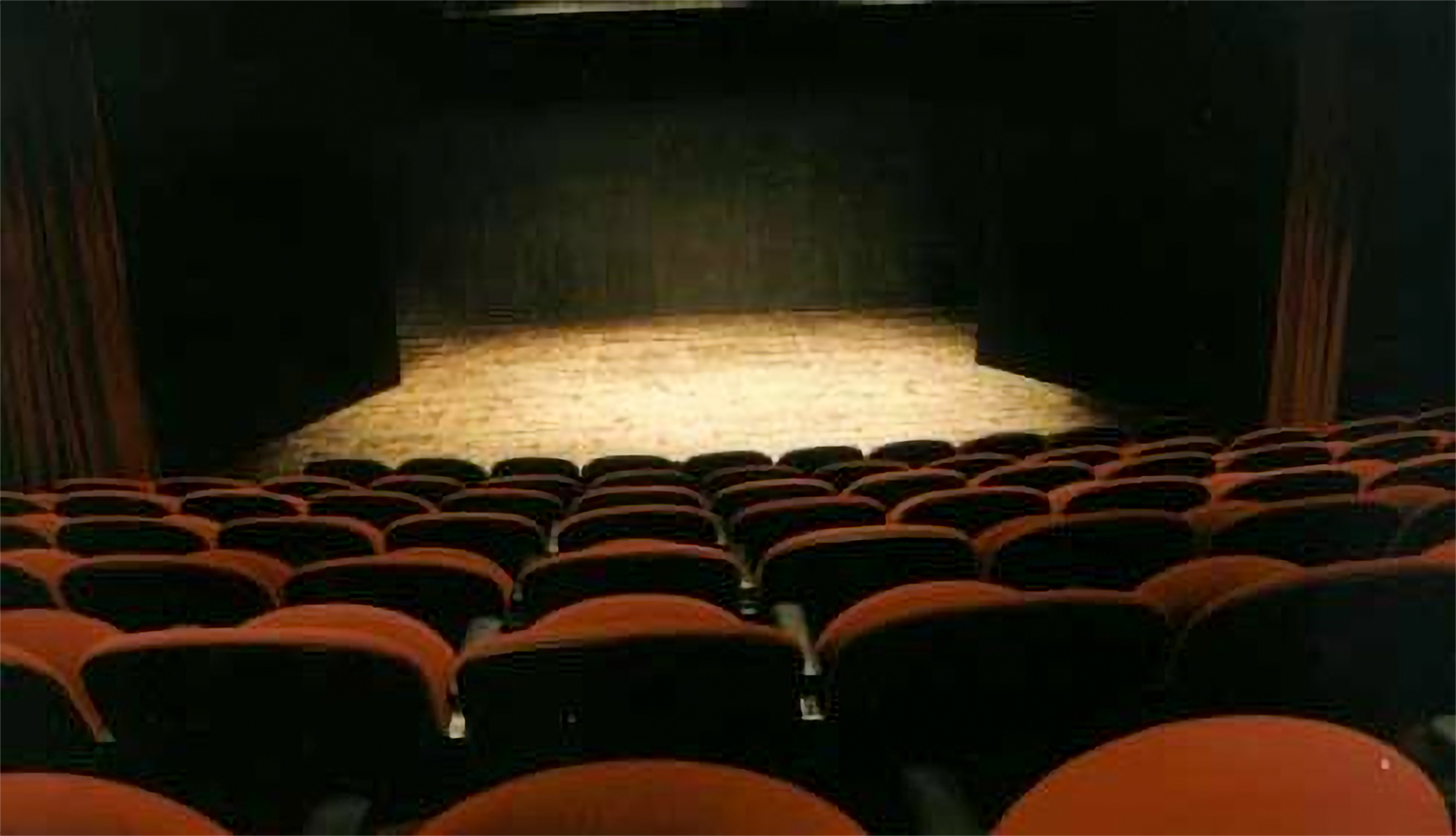
Il palco della Sala Diana visto dalla platea

Teatro Garage nacque come compagnia teatrale nel 1981, iniziando le rappresentazioni nei locali di un edificio di San Fruttuoso, ma già attiva come circolo teatrale dal 1974. A partire dal 1988 la città di Genova le affida la gestione della Sala Diana, ricavata dai locali dell'omonimo ex-cinema, ristrutturati e adeguati per l'occasione.
Da allora la produzione del teatro si è concentrata in particolare sulla drammaturgia contemporanea e la commedia, organizzando nel periodo estivo anche una celebre rassegna comica, che ha visto negli anni la partecipazione dei principali nomi nazionali di genere: Franca Valeri, Claudio Bisio, Luciana Littizzetto, Maurizio Micheli, Anna Mazzamauro, Daniele Luttazzi, Lillo e Greg, Maurizio Lastrico, i Gemelli Ruggeri, Paolo Hendel e Jacopo Fo.
Nel 1994 il Teatro è stato insignito del Premio Liguria per il teatro; nel 1997 e 1998 è stato nominato per l'Oscar del mare.
Nella stagione 2017/2018 ha celebrato il trentennale della Sala Diana con spettacoli di Lisa Galantini, Mario Zucca, Massimo Olcese, Blas Roca-Rey.

## Descrizione
La sala ha una struttura ad anfiteatro e dispone di 105 posti su sette file. Il palcoscenico misura 11 metri per 6, per 4,50 in altezza. Il palco è in legno e la platea in moquette.

## Cartellone
La produzione del teatro è dedicata in particolare alla drammaturgia contemporanea e alla commedia. Annualmente organizza nel periodo estivo la rassegna teatrale comica Ridere d'agosto... ma anche prima.